# Cala en Gossalba
Cala en Gossalba és una cala del terme de Pollença a Mallorca. Està situada entre Cala Murta i el Racó de Santa Clara, a la península de Formentor. Està documentada l'any 1585 com a Gonçalvo. Molt a prop hi ha un avenc de 23 m de fondària.